# Ellipteroides (Progonomyia) eriopteroides
Ellipteroides (Progonomyia) eriopteroides is een tweevleugelige uit de familie steltmuggen (Limoniidae). De soort komt voor in het Neotropisch gebied.